# Zagori (Argirocastro)
Zagori  è una frazione del comune di Libohovë in Albania (prefettura di Argirocastro).
Fino alla riforma amministrativa del 2015 era comune autonomo, dopo la riforma è stato accorpato, insieme agli ex-comuni di Libohovë e Quendër  a costituire la municipalità di Libohovë.

## Località
Il comune era formato dall'insieme delle seguenti località:
- Sheper
- Nivan
- Konckë
- Vithuq
- Hoshteve
- Doshnice
- Zhej
- Lliar
- Topove
- Ndëran